# トリパノソーマ科
トリパノソーマ科（トリパノソーマか、学名: Trypanosomatidae）は、キネトプラスト綱に属し1本の鞭毛を持つ原生生物からなる分類群である。全てが寄生虫であり、基本的には昆虫を宿主としているが、生活環の中で脊椎動物や植物などの中間宿主に寄生するものが知られている。この1科をもってトリパノソーマ目 Trypanosomatida またはトリパノソーマ亜目 Trypanosomatina を構成する。
トリパノソーマ科には人間や家畜に深刻な感染症を引き起こす病原体が知られている。トリパノソーマ Trypanosoma はトリパノソーマ症（アフリカ睡眠病、シャーガス病）を、リーシュマニア Leishmania はリーシュマニア症を引き起こす。また植物寄生性のフィトモナス Phytomonas は、コーヒーノキ、アブラヤシ、ココヤシなどを病害する。

## 形態

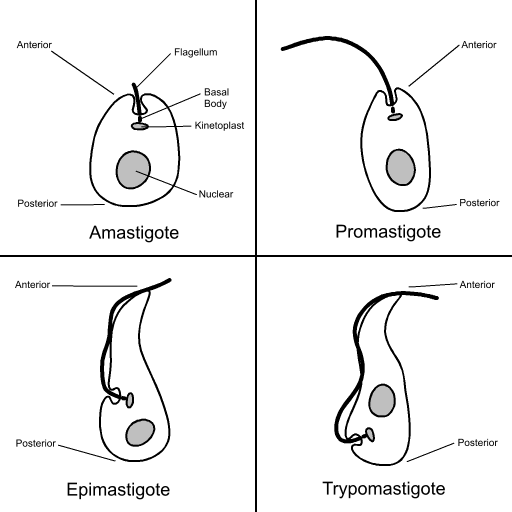
トリパノソーマ科の原虫の主要な形態。左上：無鞭毛型、右上：前鞭毛型、左下：上鞭毛型、右下：錐鞭毛型

トリパノソーマ科の原虫は時期によって形態を変化させるものが多く、主に鞭毛の形態（位置や波動膜の有無）によって以下の6タイプに弁別される。
無鞭毛型 (amastigote)
鞭毛が著しく縮退しているか欠失している。細胞は円形をしている。リーシュマニア型とも。
前鞭毛型 (promastigote)
鞭毛は細胞前端から生じ、波動膜を欠く。レプトモナス型とも。
上鞭毛型 (epimastigote)
鞭毛は細胞核前方から生じ、短い波動膜を作る。クリシジア型とも。
後鞭毛型 (opisthomastigote)
鞭毛は細胞核後方から生じ、細胞表面の溝に沿っている。
錐鞭毛型 (trypomastigote)
鞭毛は細胞後端から生じ、波動膜を形成しながら前端に達して遊離する。トリパノソーマ型とも。
襟鞭毛型 (choanomastigote)
鞭毛は細胞核前方から生じ、細胞が短い。
このうちいずれの形態を取りうるかは、かつては属を識別する際に用いられていた。全ての原虫に共通しているのは無鞭毛型のみである。

## 分類
トリパノソーマ科 Trypanosomatidae Doflein, 1901 は早い時期から独自の科として扱われ、伝統的には鞭毛の数が少ないことによって鞭毛虫綱原鞭毛虫目に所属させられてきた。1961年にボド科とともにキネトプラスト目（のち綱に格上げ）にまとめられ、さらに1990年代になってユーグレノゾア門への所属が受け入れられるに至っている。
一方で、トリパノソーマ科の内部の分類体系は目下再検討中であり、充分に整備されているとは言い難い。長らく形態のみに着目した分類が行われていたことと、分子系統解析の導入が医学的に重要な原虫に偏っていたことが主な理由である。従来の体系で単系統的なのはトリパノソーマ属、リーシュマニア属、フィトモナス属のみであり、分子系統解析に基づく整理が進められている。
2018年の時点で分子系統を反映した6亜科が設定されており、その内訳は以下の通りとなっている。
- Blechomonadinae ブレコモナス亜科[3]
  - Blechomonas
- Leishmaniinae リーシュマニア亜科[4]
  - Leishmaniatae リーシュマニア下科
    - Endotrypanum[5]
    - Leishmania リーシュマニア属
    - Novymonas
    - Porcisia[注釈 1]
    - Borovskyia
    - Zelonia[5]

  - Crithidiatae クリシジア下科[6]
    - Crithidia
    - Leptomonas
    - Lotmaria
- Paratrypanosomatinae パラトリパノソーマ科[7]
  - Paratrypanosoma
- Phytomonadinae フィトモナス亜科[8]
  - Herpetomonas
  - Lafontella
  - Phytomonas
- Strigomonadinae ストリゴモナス亜科[9]
βプロテオバクテリアを共生させていることを特徴とする。
  - Angomonas
  - Kentomonas
  - Strigomonas
- Trypanosomatinae トリパノソーマ亜科[2]
  - Trypanosoma トリパノソーマ属

このほか亜科への所属が未定のものとして以下4属がある。
- Blastocrithidia
- Jaenimonas[10]
- Sergeia[11]
- Wallacemonas[12]

## 学名
古い文献ではトリパノソーマ科の学名を Trypanosomidae としているものがある。これは1901年にドフライン (Franz Theodor Doflein) が記載した際の綴りだが、学名の正書法上の誤りがある。
タイプ属 Trypanosoma はギリシャ語由来の属名なので、後半の -soma を -somat に書き換えて（σωμαの属格はσωματος）、その後に統一語尾の -idae を付けなければならない。したがって現在の国際動物命名規約のもとでは Trypanosomatidae が正しい。

## 進化
トリパノソーマ科の共通祖先がどのような生物だったかは長らく議論があった。例えば、魚類寄生性の Cryptobia（パラボド目）のような生物から進化して昆虫へと宿主域を広げたとする説などがあった。現在得られている分子系統解析の結果によれば、逆に昆虫寄生性の原虫が吸血昆虫に媒介されて偶然脊椎動物へ宿主域を広げたと解釈される。
ミャンマー産のコハクに封入されていたサシチョウバエ類の体内からトリパノソーマ科と思われる原虫化石が観察され、Paleoleishmania proterus と命名されている。コハクの産出した地層から、少なくとも白亜紀初期にはトリパノソーマ科の原虫が昆虫を宿主としていたことが示される。